# Kraftwerk Es Murterar
Das Kraftwerk Es Murterar (spanisch Central Térmica de Es Murterar) ist ein kombiniertes Kohle-Ölkraftwerk auf der Baleareninsel Mallorca.
Das Kombikraftwerk befindet sich an der Nordostküste der Insel im Gemeindegebiet von Alcúdia im Industriegebiet Polígono Industrial Es Murterar. Die sechs installierten Generatoreinheiten haben aktuell eine Gesamtleistung von 575 MW.

## Beschreibung
Nach der Stilllegung des in den 1950er Jahren von der Gas y Electricidad SA (GESA) erbauten Kohlekraftwerkes Alcudia I im Hafen von Port d’Alcúdia ging 1981 am neu errichteten Standort die erste Gruppe mit einer Leistung von 125 MW ans Netz. Eine zweite ebenfalls mit Kohle betriebene 125 MW Gruppe nahm ihren Betrieb 1984 auf und das alte Kraftwerk wurde abgeschaltet. 1997 gingen zwei weitere steinkohlebefeuerte Blöcke ans Netz, mit jeweils 130 MW.
Die zwei Gasturbinen mit je 37,5 MW (netto: 32,7 MW), die mit Dieselkraftstoff betrieben werden, sind als Spitzenlast-Gruppe seit 1989 im Einsatz.
Insgesamt verfügt das Kraftwerk über eine elektrische Leistung von 575 MW (netto ca. 535 MW).
2006 wurden 1,18 Millionen Tonnen Steinkohle aus Südafrika verbrannt.
Im Jahr 2018 wurde entschieden, einen Teil des Kraftwerks stillzulegen. Die zwei ältesten der vier kohlebefeuerten Blöcke wurden am 30. Dezember 2019 endgültig abgeschaltet. Bis August 2021 ist die Betriebszeit des Kraftwerks auf 1.500 Stunden pro Jahr beschränkt, anschließend sind bis zur endgültigen Stilllegung noch 500 Stunden Betriebszeit pro Jahr erlaubt. De facto ist das Kraftwerk komplett abgeschaltet und steht nur noch als Reserve zur Verfügung. Die wegfallende Stromproduktion wird durch die beiden Gaskraftwerke Son Reus und Cas Tresorer sowie über Stromimporte vom spanischen Festland über die HGÜ-Leitung Romulo kompensiert. Eine endgültige Stilllegung des Kraftwerks soll erst erfolgen, wenn ein zweites Übertragungskabel die Insel mit dem Festland verbindet.
Die Anlage verfügt nur über einen großen Kamin, der die Abgase aller Blöcke gemeinsam ausstößt.
Das Kraftwerk wird mithilfe von Meereswasser gekühlt, weshalb auf einen Kühlturm verzichtet werden kann. Die Anlage ist mit einer trockenen Rauchgasentschwefelung versehen und ist nach ISO 14001 seit 1996 durch AENOR zertifiziert. Betreiber des Kraftwerkes ist das spanische Energieunternehmen Endesa.

## Reststoffverwertung
Ein Teil der durch die Verbrennung von Kohle resultierende Asche wird bei der Herstellung von Zement in Inca und Lloseta wiederverwendet. Die restlichen Ascheablagerung des Kraftwerkes werden in der extra angelegten Deponie Biniatria 39° 48′ 44″ N, 3° 4′ 54″ O in unmittelbarer Nähe zum Kraftwerk verbracht.

## Netzanschluss
Das Rückgrat der Stromversorgung von Mallorca ist das 220-kV-Hochspannungsnetz. Auf dem Kraftwerksgelände befindet sich das vom nationalen Übertragungsnetzbetreiber Red Eléctrica de España betriebene Umspannwerk 220 kV/69 kV, an das das Kraftwerk angeschlossen ist.